# Wójtostwo (Pobiedziska)
Wójtostwo ist ein Dorf der Gemeinde Pobiedziska im Powiat Poznański in der Woiwodschaft Großpolen im westlichen Zentral-Polen. Der Ort befindet sich etwa 2 km südwestlich von Pobiedziska und 23 km nordöstlich der Landeshauptstadt Poznań und gehört zum Schulzenamt Promno.

## Geschichte
Der Ort gehörte nach der Zweiten Teilung Polens 1793 zum Kreis Schroda und ab 4. Januar 1900 zum Kreis Posen-Ost. Am 12. Juli 1900 wurde der Ort von Wojtostwo in Waldsee umbenannt und hatte am 1. Dezember 1910 insgesamt 64 Einwohner.
In den Jahren 1975 bis 1998 gehörte der Ort zur Woiwodschaft Posen.